# Viver (Sant Vicenç de Torelló)
Viver és una masia de Sant Vicenç de Torelló (Osona) inclosa a l'Inventari del Patrimoni Arquitectònic de Catalunya.

## Descripció
És un edifici civil. Masia de planta rectangular coberta a quatre vessants. El portal, dovellat, es troba orientat a migdia, la llinda del balcó damunt del portal de migdia és decorada, així com la de la finestra del segon pis. Al davant del portal de migdia hi ha un mur i un portal que junt amb les dependències agrícoles tanca la lliça. A pocs metres hi ha l'horta.
A tramuntana hi ha un cos adossat. L'estat de conservació és bo. És construïda amb pedra i arrebossada al damunt els elements de ressalt són de pedra vista i polida. El mas es troba envoltat per jardins.

## Història
No es pot afirmar amb certesa que tingui uns orígens militars, per bé que les seves relacions amb les cases nobles del país no semblen indicar altra cosa. La casa conserva una rica documentació.
Per un document del 27 de maig de 1353 la Sra. Almanda, Vda. de Bernat del Prat de Sant Vicenç ven a Gilabert de Sau el mas i homes del Viver de Sant Vicenç per 500 sous salvant el dret del domini i senyoriu directe a noble Sr. Bernat de Cabrera. Anys més tard els Sau el venen a Berenguer Badegal rector de Sant Vicenç sabent el dret de domini del rei nostre senyor del Castell de torelló. Al 1376 Bernadí Cabrera senyor del Castell i terme de torelló aprova i ratifica a Francesc Viver com a hereu del mas amb l'obligació de prestar determinades servituds als Cabrera. Els propietaris actuals es cognominen viver i habiten el mas.